# E (cognome)
E (in cinese 鄂, è) è uno dei cento cognomi più diffusi in Cina.
L'origine di questo cognome è sconosciuto. Alcuni dizionari cinesi sostengono che esso sia nato in Wuchang, mentre, secondo altri studiosi, la sua origine è da ricercarsi nello Shanxi.
Tale cognome fu menzionato per la prima volta durante la dinastia Shang sotto il regno del re Zhou, quando un funzionario, chiamato appunto E, si ritrovò coinvolto in un conflitto con il sovrano.
Il cognome E è portato dai seguenti personalità di spicco:
- E Dongchen (in cinese: 鄂栋臣), universitario;
- E Jingping (in cinese: 鄂竟平), ingegnere;[4]
- E Weinan (in cinese: 鄂维南), matematico.

## Nomi simili
Esistono anche nomi propri cinesi la cui traslitterazione pinyin è E. La lista sottostante contiene alcune figure importanti nel panorama cinese che portano questo nome.
- Cai E (in Cinese: 蔡锷) (1882–1916), condottiero;
- Gao E (in Cinese: 高娥), tiratore;
- Huang E (in Cinese: 黄峨) (1498–1569), poeta della Dinastia Ming;
- Xue E (in Cinese: 薛崿), generale della Dinastia Tang.